# Pemigewasset
La rivière Pemigewasset est une rivière des États-Unis qui coule dans l'État du New Hampshire. Elle est un affluent du fleuve Merrimack.

## Géographie
La rivière Pemigewasset prend sa source dans le Parc d'État de Franconia Notch, traverse le lac Profile,  près de Franconia, coule en direction sud à travers les Montagnes Blanches et rejoint la rivière Winnipesaukee pour former le fleuve Merrimack à Franklin (New Hampshire).